# يوسف أباد (دربندرود)
یوسف أباد (بالفارسية: یوسف‌آباد) هي قرية تقع في إيران في قسم دربندرود الريفي. يقدر عدد سكانها بـ 896 نسمة .